# فيصل البناي
فيصل البناي هو رجل أعمال إماراتي معروف، ورائد في مجال تكنولوجيا الدفاع والأبحاث المتقدمة. مستشار رئيس الدولة لشؤون الأبحاث الاستراتيجية و التكنولوجيا المتقدمة برجة وزير، يشغل أيضًا منصب الأمين العام لمجلس أبحاث التكنولوجيا المتقدمة ورئيس مجلس إدارة مجموعة إيدج.

## حياة مهنية
يشغل فيصل البناي منصب رئيس مجلس إدارة مجموعة إيدج، وهي مجموعة تقنية متقدمة مقرها في دولة الإمارات العربية المتحدة تعمل على تطوير حلول مبتكرة. إيدج، وهي مجموعة مملوكة للدولة، أعلن عنها محمد بن زايد آل نهيان. وإلى جانب منصبه في إيدج، يشغل البناي منصب الأمين العام لمجلس أبحاث التكنولوجيا المتقدمة، وهو الكيان الشامل المكلف بتشكيل النظام البيئي للبحث والتطوير في أبو ظبي ودفع أولويات البحث والتطوير الاستراتيجية لدولة الإمارات العربية المتحدة. ومركز دولي للبحث والتطوير. وهو أيضًا عضو مجلس أمناء جامعة خليفة.

## تعليم
تخرج البناي بدرجة البكالوريوس في العلوم المالية من جامعة بوسطن. وحاصل على درجة الماجستير في الشحن والتجارة والتمويل من جامعة سيتي لندن.

## الجوائز
- جائزة الإنجاز (2005) من الشيخ محمد بن راشد آل مكتوم، نائب رئيس دولة الإمارات العربية المتحدة ورئيس مجلس الوزراء.[13]
- جائزة رجل الأعمال العربي للعام (2005).[14]
- أفضل قائد أعمال في مجال التكنولوجيا (2017) في حفل توزيع جوائز جلف بيزنس.[15]
- قائمة أقوى 100 شخصية عربية من مجلة جلف بيزنس.[16]
- قائمة فوربس لأفضل الرؤساء التنفيذيين في الشرق الأوسط (2021).[17]